# Serviço de Guarda de Fronteiras de Estado da Ucrânia
O Serviço Estadual de Guarda de Fronteiras da Ucrânia (em ucraniano:  Державна Прикордонна Служба України, ДПСУDerzhavna Prykordonna Sluzhba Ukrayiny; abrev, DPSU) é a guarda de fronteira da Ucrânia. É uma forças de segurança pública organizada pela Constituição da Ucrânia como uma formação militar, cujo chefe está subordinado ao Presidente da Ucrânia.
O Serviço foi criado em 31 de julho de 2003, após a reorganização do Comitê Estadual de Proteção da Fronteira Estadual. Durante uma situação de conflito armado, as unidades do Serviço de Guarda de Fronteiras do Estado ficam sob o comando das Forças Armadas da Ucrânia. O Serviço de Guarda de Fronteiras do Estado inclui a Guarda Marítima da Ucrânia, que é a guarda costeira do país. Também é responsável pela gestão dos Centros de Detenção Temporária, nos quais os refugiados são mantidos.

## História
Os guardas de fronteira ucranianos são os sucessores nacionais das tropas de fronteira soviéticas. Eles foram formados a partir de aproximadamente 17.000 tropas de fronteira localizadas na Ucrânia em 1991. A organização foi inicialmente intitulada "Tropas de Fronteira da Ucrânia", que mais tarde foi subordinada ao "Comitê Estadual da Ucrânia para Guarda de Fronteira do Estado".
De 1991 a pelo menos 1993, as novas fronteiras com a Rússia e a Bielorrússia não foram vigiadas; as tropas de fronteira foram implantadas apenas ao longo das fronteiras ocidentais (menos na Moldávia) e no Mar Negro. Outros 9.000 funcionários foram adicionados às tropas de fronteira às custas das Forças Armadas da Ucrânia e, no final de 1993, postos de fronteira foram estabelecidos no norte ao longo das fronteiras russa e bielorrussa. Em 1999, a força autorizada da força foi novamente aumentada para 50.000. Em 2003, foi adoptada nova legislação, o que alterou um pouco o estatuto jurídico da instituição. Em março de 2003, as tropas de fronteira tornaram-se o Serviço de Guarda de Fronteira do Estado da Ucrânia, e seu status foi legalmente alterado de "formação militar" para "órgão especial de aplicação da lei". A força recebeu legalmente 50.000 funcionários, incluindo 8.000 funcionários civis.
Em 4 de julho de 2012, uma aeronave Diamond DA42 do SServiço de Guarda de Fronteiras não conseguiu fazer seu contato de rádio programado com as unidades terrestres. Uma missão de busca e resgate revelou que o avião caiu em uma área montanhosa arborizada no Raion de Velykyi Bereznyi, matando todos os 3 tripulantes a bordo. Uma nova investigação foi iniciada.
Durante a guerra em Donbas em 31 de agosto de 2014, dois barcos de patrulha da classe Zhuk pertecente a Guarda Marinha da Ucrânia foram atingidos por artilharia terrestre. Em 2 de junho, uma base de fronteira nos arredores de Luhansk foi sitiada por uma tropa de separatistas da República Popular de Luhansk . O Cerco da Base Fronteiriça de Luhansk resultou em 10 Guardas Fronteiriços feridos até que eles se renderam e se retiraram.
Em 2022, durante a Batalha da Ilha das Serpentes, 13 tropas de fronteira foram atacadas e capturadas por navios de guerra russos. Uma unidade de guardas de fronteira estava estacionada em Mariupol e lutou durante o cerco de Mariupol. Em 20 de abril, os Guardas de Fronteira ficaram presos em um bolsão cercado no porto marítimo de Mariupol, juntamente com unidades da Polícia Nacional da Ucrânia, até que foram resgatados pelo Regimento Azov e recuaram para a Siderúrgica Azovstal.

## Galeria

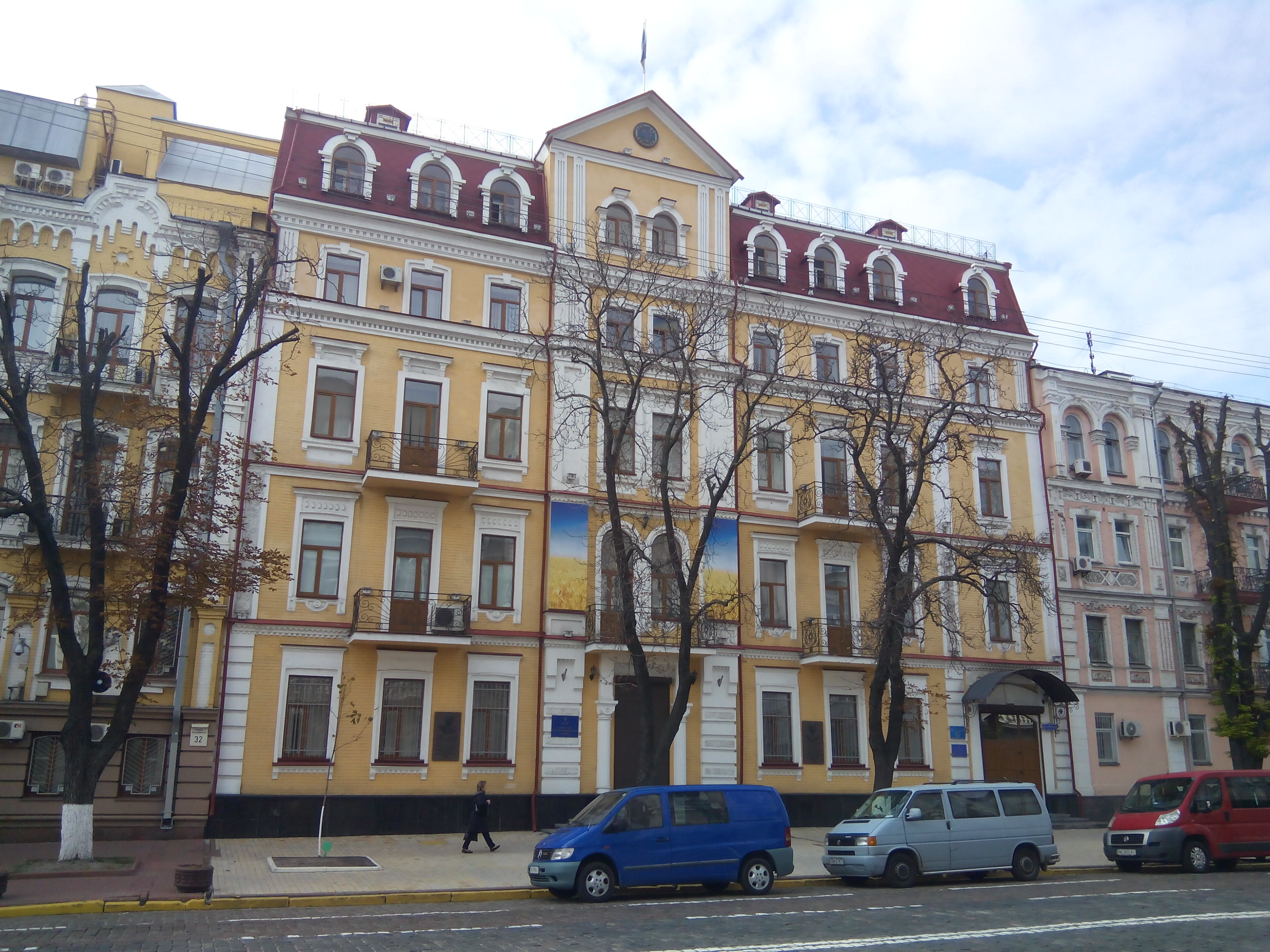
Sede do Serviço de Guarda de Fronteiras do Estado em Kiev
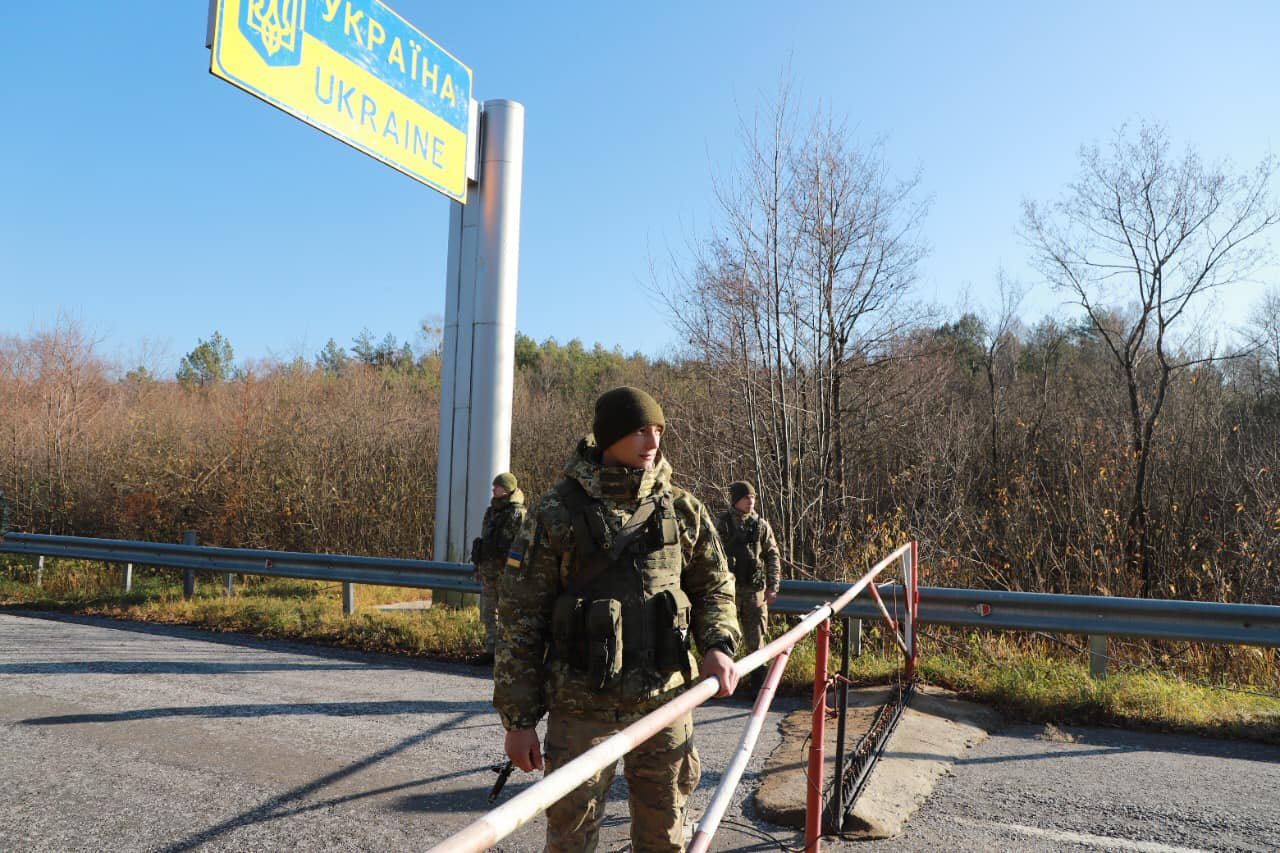
Guardas de fronteira na fronteira Bielorrússia-Ucrânia, 2021
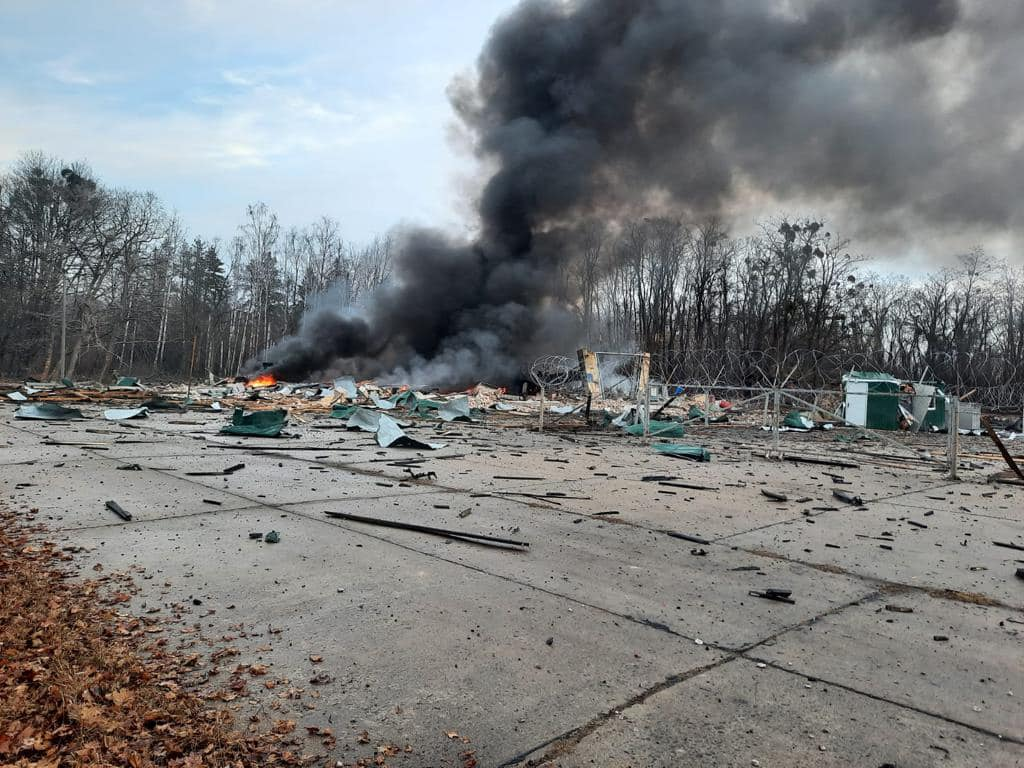
Posto da Guarda de Fronteira ucraniana no Oblast de Kiev, bombardeado por mísseis russos no primeiro dia da invasão russa da Ucrânia, 24 de fevereiro de 2022.
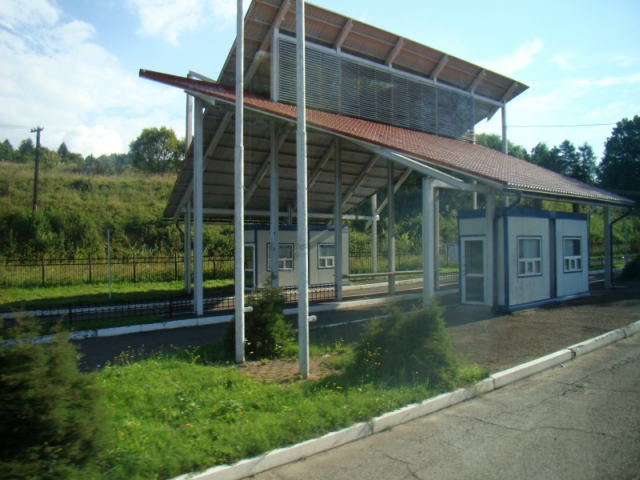
Um posto de guarda de fronteira ucraniano na Fronteira Polónia-Ucrânia
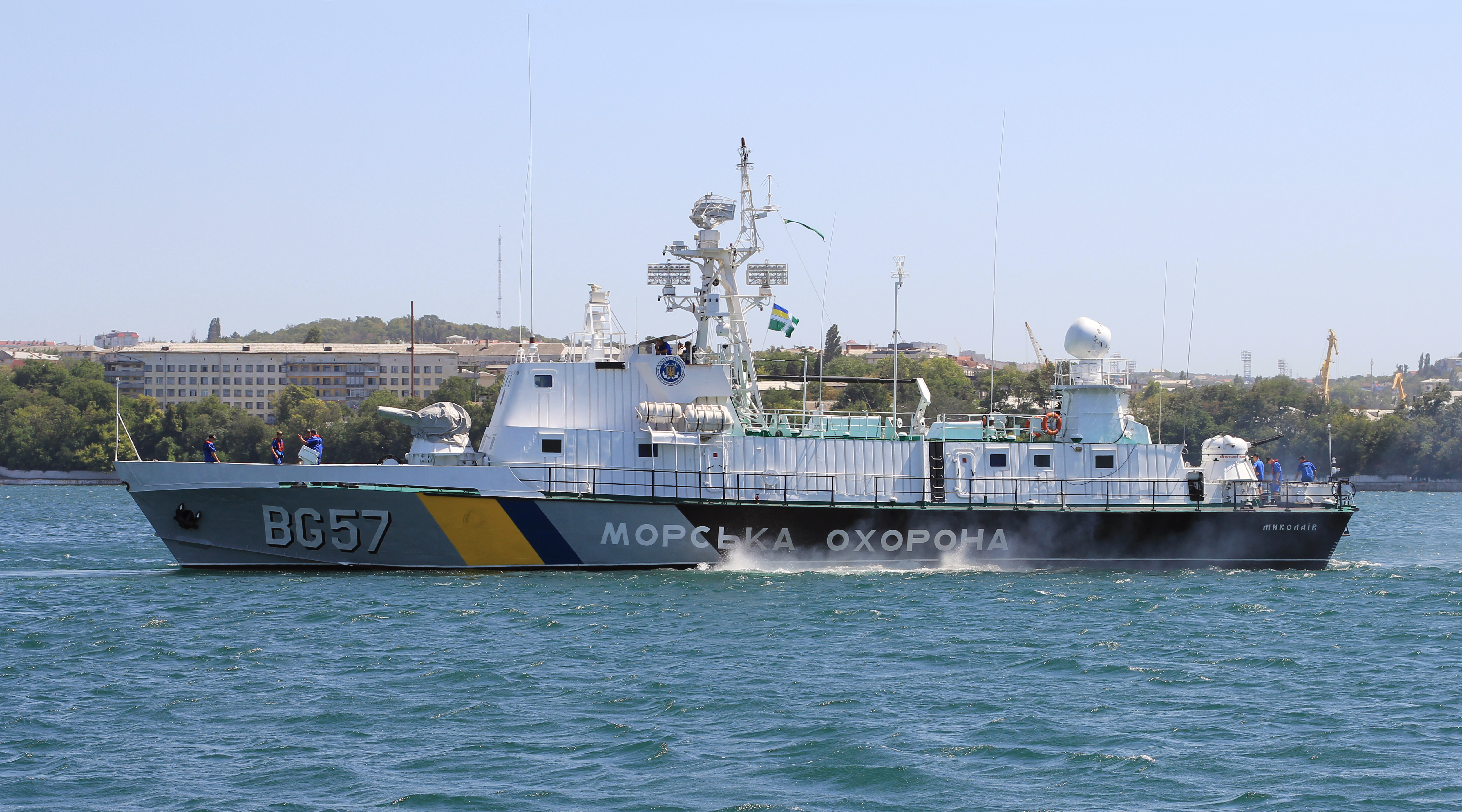
Barco de patrulha da classe Stenka BG57 Mykolaiv
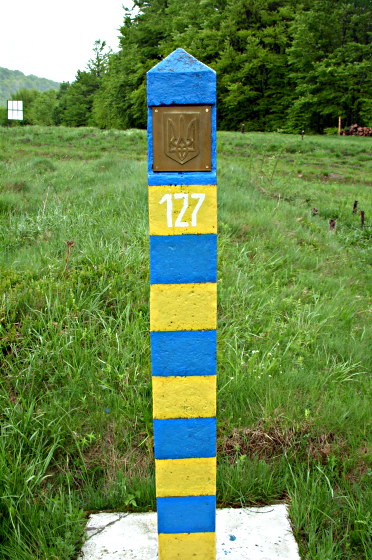
Marcador de fronteira típico da Ucrânia